# Vever
Vever, település Szerbiában, a Raškai körzet Novi Pazar községében.

## Népesség
- 1948-ban 93 lakosa volt.
- 1953-ban 140 lakosa volt.
- 1961-ben 72 lakosa volt.
- 1971-ben 64 lakosa volt.
- 1981-ben 68 lakosa volt.
- 1991-ben 34 lakosa volt.
- 2002-ben mindössze 18 lakosa volt, akik mindannyian szerbek.